# Мессері
Мессері́ (фр. Messery) — муніципалітет у Франції, у регіоні Овернь-Рона-Альпи, департамент Верхня Савоя. Населення — 2271 особа (01.01.2021).
Муніципалітет розташований на відстані близько 410 км на південний схід від Парижа, 130 км на північний схід від Ліона, 50 км на північ від Ансі.

## Історія
До 2015 року муніципалітет перебував у складі регіону Рона-Альпи. Від 1 січня 2016 року належить до нового об'єднаного регіону Овернь-Рона-Альпи.

## Демографія
Динаміка населення ( ):
Розподіл населення за віком та статтю (2006):
| Стать | Всього | До 15 років | 15-24 | 25-44 | 45-64 | 65-85 | Понад 85 |
| --- | ------ | ----------- | ----- | ----- | ----- | ----- | -------- |
| Чоловіки | 936    | 262         | 81    | 285   | 227   | 77    | 4        |
| Жінки | 1012   | 228         | 69    | 355   | 274   | 70    | 16       |
| \| Статево-вікова піраміда \| Статево-вікова піраміда \| Статево-вікова піраміда \| \| ----------------------- \| ----------------------- \| ----------------------- \| \| Чоловіки \| Вік \| Жінки \| \| 4 \| 85 + \| 16 \| \| 8 \| 80-84 \| 8 \| \| 15 \| 75-79 \| 27 \| \| 19 \| 70-74 \| 12 \| \| 35 \| 65-69 \| 23 \| \| 35 \| 60-64 \| 62 \| \| 69 \| 55-59 \| 46 \| \| 46 \| 50-54 \| 62 \| \| 77 \| 45-49 \| 104 \| \| 85 \| 40-44 \| 77 \| \| 108 \| 35-39 \| 116 \| \| 69 \| 30-34 \| 100 \| \| 23 \| 25-29 \| 62 \| \| 39 \| 20-24 \| 27 \| \| 42 \| 15-20 \| 42 \| \| 58 \| 10-14 \| 62 \| \| 100 \| 5-9 \| 85 \| \| 104 \| 0-4 \| 81 \| |        |             |       |       |       |       |          |
| Статево-вікова піраміда |        |             |       |       |       |       |          |
| Чоловіки | Вік    | Жінки       |       |       |       |       |          |
| 4 | 85 +   | 16          |       |       |       |       |          |
| 8 | 80-84  | 8           |       |       |       |       |          |
| 15 | 75-79  | 27          |       |       |       |       |          |
| 19 | 70-74  | 12          |       |       |       |       |          |
| 35 | 65-69  | 23          |       |       |       |       |          |
| 35 | 60-64  | 62          |       |       |       |       |          |
| 69 | 55-59  | 46          |       |       |       |       |          |
| 46 | 50-54  | 62          |       |       |       |       |          |
| 77 | 45-49  | 104         |       |       |       |       |          |
| 85 | 40-44  | 77          |       |       |       |       |          |
| 108 | 35-39  | 116         |       |       |       |       |          |
| 69 | 30-34  | 100         |       |       |       |       |          |
| 23 | 25-29  | 62          |       |       |       |       |          |
| 39 | 20-24  | 27          |       |       |       |       |          |
| 42 | 15-20  | 42          |       |       |       |       |          |
| 58 | 10-14  | 62          |       |       |       |       |          |
| 100 | 5-9    | 85          |       |       |       |       |          |
| 104 | 0-4    | 81          |       |       |       |       |          |

## Економіка
2010 року серед 1349 осіб працездатного віку (15—64 років) 981 була активною, 368 — неактивними (показник активності 72,7%, у 1999 році було 70,2%). З 981 активної мешканців працювали 902 особи (479 чоловіків та 423 жінки), безробітними було 79 (35 чоловіків та 44 жінки). Серед 368 неактивних 115 осіб було учнями чи студентами, 84 — пенсіонерами, 169 були неактивними з інших причин.

У 2010 році в муніципалітеті числилось 776 оподаткованих домогосподарств, у яких проживали 2010,0 особи, медіана доходів виносила 33 920,5 євро на одного особоспоживача